# Johnny Wanna Live
Johnny Wanna Live ist ein Popsong von Sandra aus dem Jahr 1990, der im Jahr 1992 als Single veröffentlicht wurde.

## Text und Musik
Johnny Wanna Live ist ein Protestlied gegen Tierquälerei, insbesondere gegen das Töten von Tieren zur Pelzherstellung. Der Name Johnny steht dabei stellvertretend für alle Tiere. Es handelt sich um einen langsamen, mit Synthesizern gespielten Popsong, der auch von einer Akustikgitarre begleitet wird.

## Entstehung und Veröffentlichung
Johnny Wanna Live wurde von Michael Cretu, Klaus Hirschburger (Text) und Frank Peterson (Musik) geschrieben und von Cretu produziert. Das Lied wurde ursprünglich auf Sandras viertem Studioalbum Paintings in Yellow im Jahr 1990 veröffentlicht und anschließend für ihre Kompilation 18 Greatest Hits im Jahr 1992 neu abgemischt. Die neue Version wurde als Single veröffentlicht, um das Greatest-Hits-Album zu promoten. Auf der B-Seite befindet sich Mirrored in Your Eyes von Sandras damals aktuellem Studioalbum Close to Seven.
Die Single erschien am 5. Oktober 1992 bei Virgin. Auf der Maxi-Single ist auch die 5:18 Minuten dauernde Extended Version enthalten. Das Design der Single stammt von der Agentur Lmp (5), das Coverbild, das Sandra in einem hautengen Kleid von schräg oben zeigt, wurde von Steffen Jagenburg aufgenommen.

## Coverversion
Im Jahr 1993 coverte Sarah Brightman, die damals mit Frank Peterson liiert war, den Song auf ihrem Album Dive.

## Chartplatzierungen
| ChartsChartplatzierungen | Höchstplatzierung | Wochen |
| ------------------------ | ----------------- | ------ |
| Deutschland (GfK)        | 37 (10 Wo.)       | 10     |